# هنری گروسمنت، دوک لنکستر
هنری گروسمنت، دوک لنکستر (انگلیسی: Henry of Grosmont, Duke of Lancaster; ح. 1310 – ۲۳ مارس ۱۳۶۱ (aged 50–51)) دیپلمات، و نویسنده اهل پادشاهی انگلستان بود. وی همچنین مفتخر به کسب نشان بند جوراب شده است.